# 井澤本家
井澤本家（いざわほんけ）は、かつて兵庫県稲美町に本社を置いていた酒造会社。代表銘柄は「倭小槌」（やまとこづち）。2021年11月末をもって事業停止した。今後、清算手続きを進めて廃業する予定。

## 概要
創業は明治16年（1883年）。「倭小槌」（やまとこづち）を代表銘柄とする。2005年10月1日より稲美町より「いなみブランド」の認証を受けている。
全国新酒鑑評会で1983年以来、6年連続金賞を受賞（通算11回受賞）、1988年には雑誌『特選街』主催の全国日本酒コンテスト（純米の部）第1位、1983年には南部杜氏自醸酒鑑評会（出品数1370点）で最高の大蔵大臣賞を受賞するなど、小さな蔵ながらも全国に非常に根強いファンが多い。